# Reinas de corazones
Reinas de corazones es una girlband mexicana de música pop y balada creada en 2020. El concepto del grupo se centra en que, además de ser cantantes, sus integrantes son inicialmente conocidas por su trabajo como actrices o presentadoras de televisión. Actualmente, el quinteto está conformado por las presentadoras Shanik Aspe, Jimena Gállego, María Inés Guerra, Kristal Silva, y la actriz Emma Escalante.

## Biografía

### 2019-2020: inicios del grupo
Cinco mujeres destacadas en el mundo del espectáculo y la televisión, que no eran conocidas por su talento musical o que nunca se habían dedicado a la música, comparten un espectáculo lleno de nostalgia, interpretando éxitos musicales en español de grandes intérpretes femeninas. Este show está inspirado en los cuatro símbolos de la baraja francesa: corazones, diamantes, tréboles y picas.

Los símbolos representados en el show: pica, corazón, diamante y trébol.

En 2019, durante una reunión entre Jimena Gállego, Fabiola Guajardo y Elmis Reyes, surgió la idea de formar un grupo musical. En la conversación, descubrieron su compartido gusto por la música y decidieron extender la invitación a otras personalidades para unirse al proyecto. El grupo debutó el 11 de marzo de 2020 en el Lunario del Auditorio Nacional, con Ximena Herrera, Fabiola Guajardo y Estefanía Villarreal, actrices, y las presentadoras Shanik Aspe y Jimena Gállego. Sin embargo, debido a la Pandemia de COVID-19, el grupo suspendió sus presentaciones de manera temporal.

### 2023-presente: retorno del grupo
En 2023, el quinteto fue retomado con Shanik Aspe y Jimena Gállego, y se sumaron las presentadoras María Inés y Kristal Silva. Inicialmente, también se consideró a la actriz Martha Cristiana como integrante del grupo. Aunque apareció en las fotografías oficiales, finalmente declinó su participación por motivos personales. En su lugar, se unió la actriz Emma Escalante. Actualmente las actrices Gloria Toba y Denisse Aragón, así como la cantante Jana Ruz han participado como alternantes. 
A lo largo del concierto se pueden escuchar canciones como «Cosas del amor», «De mí enamórate», «Así no te amará jamás», «Maldita primavera», «Qué ganas de no verte nunca más», «Ya te olvidé», «Inevitable», así como popurrís de Pandora, Gloria Trevi y Flans. Durante sus presentaciones en 2024 tuvieron de invitados especiales a Río Roma, Mariana Seoane, Ivonne Montero, Maribel Guardia, Lidia Ávila, Ingrid Coronado, Mimí, entre otros.
El 3 de noviembre de 2024, Jimena, Shanik y María Inés junto a Gloria Toba, tuvieron la oportunidad de interpretar el Himno Nacional Mexicano, en la ceremonia de apertura de la NBA México City Game 2024, previo al juego de los Miami Heats y los Wizards de Washington en la Arena Ciudad de México.
Después de interpretar el Himno Nacional Mexicano, Discos Orfeón las invita a grabar un tema navideño, con distribución por la disquera Warner Music. Es así que el 6 de diciembre de 2024, se hizo el lanzamiento de su primer sencillo «Estaré en mi casa esta Navidad», versión en español del tema «I'll be home for Christmas». Durante esta temporada hicieron gira de medios para presentar e interpretar el tema en programas como Despierta de N+ Foro, Venga la alegría, Cuentamelo ya, En casa con Telemundo, Montse & Joe, y Sale el sol.

## Integrantes
- Shanik Aspe (Reina de tréboles): incursionó como presentadora de televisión en TV Azteca en programas como HitM3, Ellas arriba y Famosos en jaque. En 2014 lanzó el sencillo «Te acordarás de mí».
- Emma Escalante (Reina de diamantes): es actriz y tuvo participaciones en telenovelas de Televisa como Corona de lágrimas, La gata, Yo no creo en los hombres y Cuna de lobos. En 2021 participó en La voz... México.
- Jimena Gállego (Reina de espadas): fue participante en La voz... México 2014. Participa en la cadena Telemundo, y actualmente es presentadora de La casa de los famosos en la versión para Estados Unidos.
- María Inés Guerra (Reina de diamantes): participó en la primera generación de La Academia de TV Azteca, y posteriormente fue presentadora en programas como Con sello de mujer y Los 25+. En 2024 lanzó el sencillo «Alguien» a través de spotify.
- Kristal Silva (Reina de corazones): es exreina de belleza representando a México en 2016 en Miss Universo. Actualmente es presentadora del matutino Venga la alegría en TV Azteca.

## Discografía
| Sencillos - 2024: «Estaré en mi casa esta Navidad» |